# Wrong Direction
«Wrong Direction» es una canción de la cantante estadounidense Hailee Steinfeld, se estrenó el 1 de enero de 2020 por Republic Records. La canción sirve como el primer sencillo del próximo proyecto de dos partes de Steinfeld, la cual se lanzará el 1 de mayo de 2020.

## Antecedentes
Steinfeld anunció por primera vez el lanzamiento de la canción publicando una imagen en las redes sociales con el título "1/1". Más tarde, ese mismo día ella anunció el título de la canción. Se especula que la canción trata sobre la separación de Steinfeld con su exnovio Niall Horan en diciembre de 2018. También se presume que su título está dirigido a la banda One Direction, que actualmente está en pausa.

## Composición
«Wrong Direction» fue escrita por Elizabeth Lowell Boland, Hailee Steinfeld, Skyler Stonestreet y Stephen Kozmeniuk, mientras que su producción fue llevada a cabo por Koz. La canción dura cuatro minutos y ocho segundos. Ashley Iasimone de Billboard caracterizó al tema como "una balada emocional que aborda una relación pasada".

## Vídeo musical
El video musical dirigido por Alexandre Moors se lanzó el 8 de enero de 2020.

## Posicionamiento en listas
| Listas (2020)                     | Mejor posición |
| --------------------------------- | -------------- |
| Escocia (Official Charts Company) | 71             |
| Irlanda (IRMA)                    | 61             |
| Nueva Zelanda Hot Singles (RMNZ)  | 9              |

## Historial de lanzamiento
| País   | Fecha              | Formato                     | Discográfica | Ref           |
| ------ | ------------------ | --------------------------- | ------------ | ------------- |
| Varios | 1 de enero de 2020 | Descarga digital, Streaming | Republic     | [ 15 ] [ 16 ] |